# Kostel svatého Jakuba Staršího (Olbramovice)
Kostel svatého Jakuba Staršího (také Kostel svatého Jakuba Většího nebo kostel svatého Jakuba) je farní kostel v římskokatolické farnosti Olbramovice u Moravského Krumlova, nachází se v centru obce Olbramovice. Kostel je pozdně gotická dvoulodní stavba s věží, křížová klenba stojí na dvou mohutných sloupech. Kostel je chráněn jako kulturní památka České republiky.

## Historie
Olbramovice jako vesnice byly poprvé písemně zmíněny v seznamu obcí pod patronátem olomouckého biskupství v roce 1063, kostel však vznikl zřejmě později, ale není známo kdy (jiné zdroje uvádí, že byl postaven na konci 15. století). První úpravy kostela proběhly v 16. století. Věž pak byla ke kostelu přistavěna roku 1564, roku 1723 byl do věže instalován největší z celkem tří zvonů. V roce 1781 byl v kostele instalován barokní oltář, kromě něj je v kostele nedatovaný gotický sanktuář. Kostel byl v roce 1860 upraven. Za druhé světové války byly rekvírovány některé zvony z kostelní věže, v kostele zůstal pouze největší zvon z roku 1723. Později byl kostel opraven v letech 1996 a 2006. Roku 1996 bylo opraveno schodiště do věže a v roce 2006 pak byla opravena vnější fasáda kostela.
Nedaleko kostela stojí boží muka z roku 1518 a fara z druhé poloviny 17. století.